# Kallima alompra
Kallima alompra är en fjärilsart som beskrevs av Moore 1879. Kallima alompra ingår i släktet Kallima och familjen praktfjärilar. Inga underarter finns listade i Catalogue of Life.